# Vilhelm von Platen
Vilhelm Algernon Achates Bogislaus von Platen, född 1 maj 1857, död 24 mars 1937, var en svensk jordbrukare och industriman.
Vilhelm von Platen blev kammarherre 1901. Han var vice ordförande i Skånska lantmännens arbetsgivareförening 1904–1922 och vice ordförande i Skandinaviska kreditaktiebolagets styrelse från 1919. Platen var en av den skånska sockerindustrins främsta män och var under en längre tid direktör för sockerfabriken i Jordberga.